# Geodia barretti
Espèce
Synonymes
Cydonium barretti
Geodia simplicissima
Geodia barretti est une espèce d'éponges de la famille des Geodiidae. Cette espèce a une répartition boréo-arctique dans l'océan Atlantique nord.

## Taxonomie
L'espèce est décrite par James Scott Bowerbank en 1858.
En 2023, une équipe de l'université d'Uppsala menée par le spongiologue français Paco Cárdenas publie le génome complet de Geodia barretti. C'est le premier génome publié pour toutes les espèces de l'ordre Tetractinellida.
Synonymes
- Cydonium barretti (Bowerbank, 1858)
- Geodia simplicissima Burton, 1931